# Heimbach (Kocher)
Der Heimbach ist ein zwei Kilometer langer linker Zufluss des Kochers in der Stadt Schwäbisch Hall im Landkreis Schwäbisch Hall im nordöstlichen Baden-Württemberg, der die Heimbachklinge durchläuft.

## Geographie
Der Heimbach entsteht etwas westlich der Heimbachsiedlung an der Trasse der Schwäbisch Haller Westumgehung. Er läuft ganz zu Anfang südöstlich, biegt dann nach Osten und läuft in einer siedlungsfreien Mulde zwischen dem alten Weiler Heimbach im Süden und der Heimbachsiedlung im Norden hintereinander durch zwei verlandende Teiche von je etwa 0,1 ha. Aus dem unteren fließt er verrohrt unter der Stuttgarter Straße durch und unterirdisch auf deren Südseite weiter bis unterhalb der Einmündung der B 19 aus einer südöstlichen Seitenmulde. Am linken Straßenrand liegt hier ein schon lange aufgelassener Steinbruch mit hoher Steilwand im Oberen Muschelkalk und Bedeckung mit Unterkeuper.

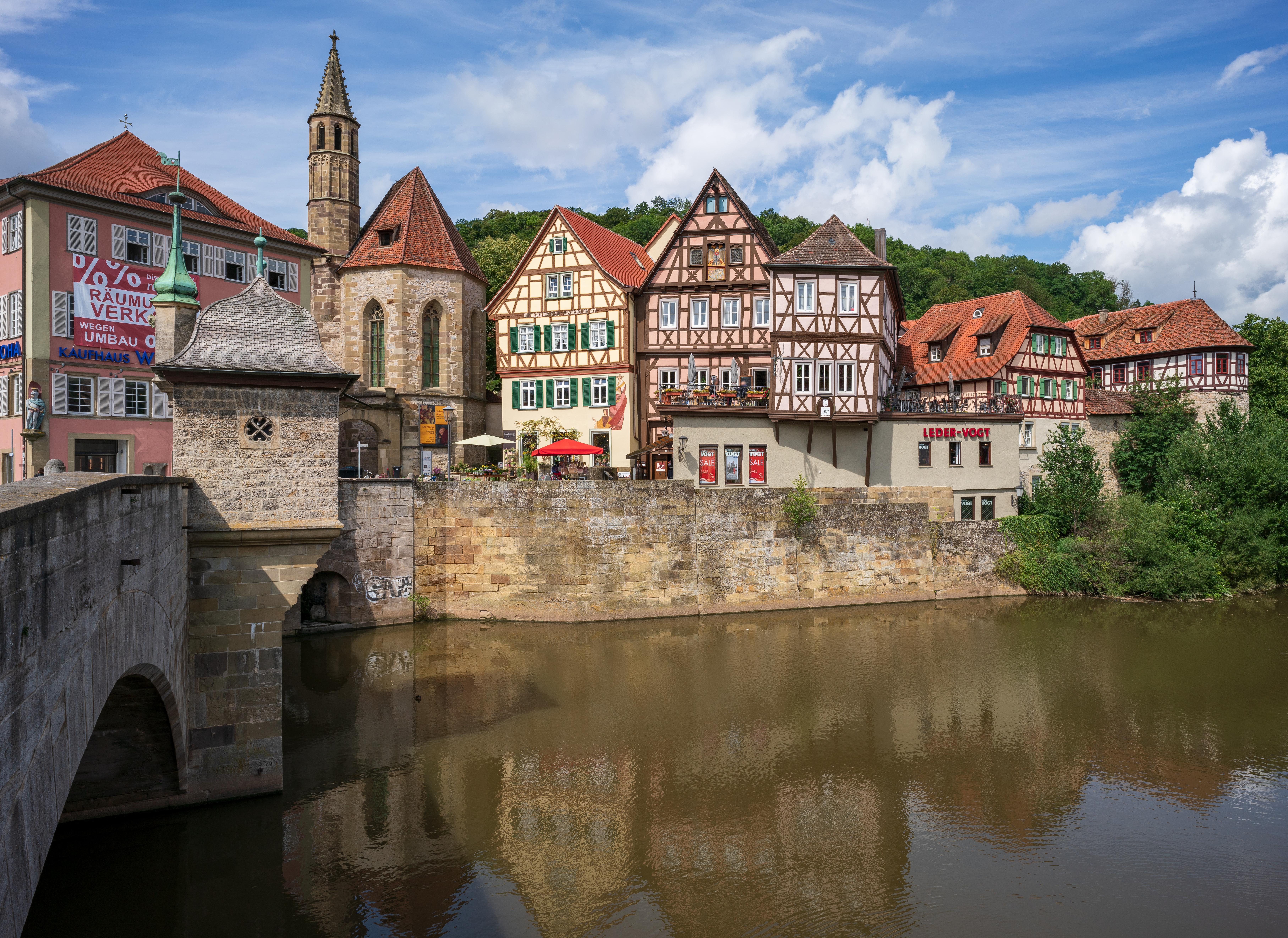
Mündung des Heimbachs aus einem Kanal wenige Meter unterhalb der Rittersbrücke, vormals Henkersbrücke

Nach diesem Seitentalzulauf, in welchem kein offenes Gewässer fließt, tritt er einen Steinwurf von der auch Heimbacher Steige genannten Stuttgarter Straße ans Tageslicht und läuft für etwa einen halben Kilometer in einem schmalen, mit Muschelkalkplatten recht natürlich ausgelegten Bett hart am rechten Fuß seiner steilen Klinge talwärts nach Nordosten. Etwa hundert Meter vor deren Mündung ins Kochertal wechselt er die Straßenseite und läuft jenseits in einen betonierten offenen Kanal mit Rückhaltevorrichtung für Schwemmgut ein, der dann unter dem nördlichen Brückenfuß des hier die Klinge überquerenden Viadukts der Bahnstrecke Crailsheim–Heilbronn verschwindet. Unterirdisch läuft er dann einige Meter nördlich der im Muldentiefsten laufenden Heimbacher Gasse durch die Vorstadt Jenseits Kochens der Schwäbisch Haller Altstadt bis zur Ritterbrücke, wo er aus einem unterirdischen Kanal von links in den mittleren Kocher mündet.
Der Heimbach ist etwa 2,1 km lang, hat ein mittleres Sohlgefälle von etwa 46 ‰, auf dem steilsten Kilometer durch seine Klinge sogar von 70 – 80 ‰, und er entwässert ein Gebiet von etwa 1,7 km². Dessen höchster Punkt auf etwa 410 m ü. NHN liegt fast drei Kilometer westlich der Mündung an seiner Westspitze auf einer Kuppe des Waldfriedhofes. In nord-südlicher Richtung ist das Einzugsgebiet nirgends breiter als eineinviertel Kilometer. Außer in seinem Westkeil, im dörflich gebliebenen Weichbild um Heimbach und an den steilen Klingenhängen ist es fast durchweg bebaut.
Der Heimbach durchläuft Schichten des Unterkeupers, des Oberen und zuletzt auch des Mittleren Muschelkalks. Im Westen des Einzugsgebietes liegt über dem Unter- auch noch zum Mittelkeuper gehörender Gipskeuper (Grabfeld-Formation). Vor der Klingenmündung zeichnet die Geologische Karte am untersten Kochertalhang einen Schwemmfächer ein, der aber zumindest im südlichen Teil morphologisch in der Natur nicht zu erkennen ist (Mulde).
Der Heimbach fällt auf seinem offenen Lauf durch seine Klinge oft völlig trocken, kann dann aber bei Wolkenbrüchen überraschend anschwellen und hat dann sogar schon die Steigenstraße überschwemmt.

## Geschichte
Bis zur Mitte des 19. Jahrhunderts lief in der unwegsamen Klinge des Heimbachs, damals Hofklinge genannt, keine Straße. Die wichtige Überlandverbindung aus Schwäbisch Hall nach Westen in Richtung Mainhardt und weiter nutzte einen sehr viel steileren Anstieg aus Schwäbisch Hall im Tal über die sogenannte Alte Heimbacher Steige. Oben lief sie dann auf der südlichen Randhöhe der Bachschlucht weiter nach Westen. Die neue Steige wurde 1840 eröffnet.